# Psidium striatulum
Psidium striatulum är en myrtenväxtart som beskrevs av Dc.. Psidium striatulum ingår i släktet Psidium och familjen myrtenväxter. Inga underarter finns listade i Catalogue of Life.